# Under eviga stjärnor
Under eviga stjärnor (originaltitel: L'Éternel retour) är en fransk dramafilm från 1943 i regi av Jean Delannoy, med Jean Marais och Madeleine Sologne i huvudrollerna. Den handlar om en man som letar upp en ung fru åt sin farbror, men själv förälskar sig i henne vilket får olyckliga förvecklingar. Jean Cocteau skrev manuset fritt efter sagan om Tristan och Isolde. Filmens franska originaltitel, L'Éternel retour, betyder "den eviga återkomsten" och anspelar på Friedrich Nietzsches idéer om evig återkomst.
Filmen utmärker sig med sin blandning av modernitet och sagomotiv. Den blev en publikframgång och var Marais' stora genombrott. Den gjorde avtryck på det franska modet och utlöste en trend för de mönstrade tröjor som Marais bär i filmen, skapade av Marcel Rochas. Även Solognes frisyr blev friskt kopierad.

## Medverkande
- Madeleine Sologne – Nathalie den blonda
- Jean Marais – Patrice
- Jean Murat – Marc
- Junie Astor – Nathalie den brunhåriga
- Roland Toutain – Lionel
- Jeanne Marken – Anne
- Jean d'Yd – Amédée Frossin
- Piéral – Achille Frossin
- Alexandre Rignault – Morholt
- Yvonne de Bray – Gertrude Frossin